# Juan Idiarte Borda
Juan Bautista Idiarte Borda (Mercedes, 20 aprile 1844 – Montevideo, 25 agosto 1897) è stato un politico uruguaiano.
È stato Presidente dell'Uruguay dal 21 marzo 1894 al 25 agosto 1897 quando fu assassinato. È l'unico capo di stato uruguaiano ad essere stato ucciso durante il mandato.

## Biografia
Nato da una famiglia di origine basca, durante la crociata liberatrice si arruolò con le milizie colorate di Venancio Flores che due anni più tardi avrebbe conquistato il potere in Uruguay. Rientrato nella sua città natale mosse i primi passi in politica ricoprendo cariche locali. Durante la rivoluzione delle lance si arruolò nell'esercito dal quale si congedo nel 1872 con il grado di tenente. Nel 1879 fu eletto al Senato come rappresentante del dipartimento di Soriano e pertanto si trasferì a Montevideo. Durante la presidenza di Máximo Santos si recò in esiliò a Buenos Aires. Nel 1894 fu proclamato presidente del Partito Colorato. Il 21 marzo dello stesso anno, dopo ben ventun giorni di votazioni andate a vuoto, Idiarte Borda fu proclamato Presidente della Repubblica con 47 voti.
Durante la sua presidenza furono avviati i lavori di costruzione del nuovo porto di Montevideo, fu istituito il Banco de la República Oriental del Uruguay e creata la Compagnia Ferroviaria per l'Ovest. Il suo operato tuttavia non fu esente da ombre. Fu infatti accusato di corruzione, frode elettorale e censura della libertà di stampa. Inoltre la sua poca dimestichezza con la politica e la sua incapacità di trovare un dialogo con gli avversari favorì un crescendo di tensioni con i blancos. Queste frizioni sfoceranno poi nella sanguinosa guerra civile del 1897. Fu duramente osteggiato anche all'interno del suo stesso partito, in particolar modo dall'ala vicina futuro presidente José Batlle y Ordóñez.
Nell'aprile 1897 un sicario lo avvicinò e gli puntò una pistola contro il collo, l'arma tuttavia s'inceppò e la scorta ebbe il tempo di intervenire e disarmare l'attentatore.

### Assassinio
Il 25 agosto 1897, festa dell'Indipendenza uruguaiana, Idiarte Borda si recò nella cattedrale di Montevideo per assistere ad un Te Deum. Una volta terminata la celebrazione il Presidente uscì dalla chiesa incamminandosi a piedi verso la Casa del Governo lungo la calle Sarandí. Poco oltre il Club Uruguay fu ucciso da un colpo di pistola al cuore sparato da Avelino Arrendondo, un membro del partito Colorato.